# Stazione di Gavirate Verbano
La stazione di Gavirate Verbano è una fermata ferroviaria posta sulla linea Saronno-Laveno; si trova nel centro urbano di Gavirate, in viale Verbano.
È gestita da Ferrovienord e servita dai convogli Trenord.

## Storia
La fermata fu attivata nel 1991 allo scopo di servire un distretto scolastico situato a poche centinaia di metri.

## Movimento
La stazione è servita solo in orario scolastico dai treni regionali di Trenord in servizio sulla direttrice Laveno-Milano Cadorna.
Inoltre la stazione è servita dai treni RegioExpress RE1 Laveno - Varese - Saronno - Milano.

## Strutture e impianti
Il piazzale binari dispone di un solo binario passante, servito da una banchina protetta da una tettoia. Non vi è nessun servizio complementare.

## Caratteristiche ferroviarie
L'impianto ferroviario sorge al chilometro 62 della linea Saronno-Laveno, poco prima del segnale di protezione (lato Laveno) del Posto di Blocco Automatico (PBA) di Gavirate, in direzione Milano Cadorna, e a ridosso del segnale di avviso di Cocquio (lato Saronno) in direzione Laveno Mombello.
La fermata è priva di fabbricato viaggiatori ed è dotata di un marciapiede lungo 220 metri circa, alto 60 cm, protetto da una pensilina. Non dispone di biglietteria (i passeggeri devono acquistare il titolo di viaggio a bordo, dal capotreno).